# Detlef Schrempf
Detlef Schrempf (Leverkusen, Alemania Occidental, 21 de enero de 1963) es un exjugador de baloncesto alemán que disputó 16 temporadas en la NBA. Con 2,06 metros de estatura, jugaba en la posición de alero.

## Trayectoria deportiva

### Instituto y Universidad
Schrempf se trasladó a los Estados Unidos en su primer año de instituto, asistiendo al Centralia High School en Centralia, en el estado de Washington, durante dos años.
Jugó al baloncesto en el college para los Huskies de la Universidad de Washington, donde fue elegido para el equipo All-Pac-10 y el segundo equipo de "The Sporting News All-America". Durante su estancia en la universidad fue un miembro de la asociación Phi Delta Theta y se especializó en Negocios Internacionales.
En sus cuatro temporadas promedió 11,9 puntos y 6,2 rebotes por partido.

### Carrera en la NBA
Originalmente seleccionado octavo por los Dallas Mavericks en el Draft de la NBA de 1985, Schrempf se convirtió en un habitual después de ser contratado por los Indiana Pacers. Durante sus primeros años con los Pacers, fue unos de los mejores suplentes de la NBA, ganando consecutivamente el Premio al Mejor Sexto Hombre en 1991 y 1992. Se le conoció como uno de los más efectivos lanzadores de larga distancia en la liga, finalizando segundo en la NBA con un porcentaje de los tres puntos del 47,8% en 1987, y finalmente consiguió su presencia en la alineación inicial. En la temporada 1992-93, fue elegido el primero de sus tres All Stars. 
Después de la temporada 1992-93 de la NBA, Schrempf fue traspasado a los Seattle SuperSonics por el ala-pívot Derrick McKey y el alero Gerald Paddio. Pronto se restableció como uno de los mejores lanzadores de larga distancia de la liga, quedando segundo en la precisión en triples de la NBA durante la temporada 1994-95 con un porcentaje de un 51,4 de acierto. Durante su tenencia de los Sonics, el equipo se convirtió en uno de los más exitosos en la NBA. Junto con Gary Payton, Shawn Kemp, Sam Perkins y Hersey Hawkins, entre otros, al equipo se le conoció como el Sonic Boom, y llegó a las Finales de la NBA en 1996 donde perdieron contra los Chicago Bulls de Michael Jordan en seis partidos. Mientras estaba con los Sonics, Schrempf jugó dos All-Star Games.
En 1999 fue puesto en venta y contratado el mismo día por los Portland Trail Blazers, con los que jugó hasta su retirada del baloncesto profesional en 2001. 
El 24 de enero de 2006, los Seattle SuperSonics le contrataron como asistete técnico.

## Estadísticas de su carrera en la NBA

### Temporada regular
| Año      | Equipo   | PJ   | PT  | MPP  | %TC  | %3P  | %TL  | RPP | APP | ROB | TPP | PPP  |
| -------- | -------- | ---- | --- | ---- | ---- | ---- | ---- | --- | --- | --- | --- | ---- |
| 1985-86  | Dallas   | 64   | 12  | 15.1 | .451 | .429 | .724 | 3.1 | 1.4 | .4  | .2  | 6.2  |
| 1986-87  | Dallas   | 81   | 5   | 21.1 | .472 | .478 | .742 | 3.7 | 2.0 | .6  | .2  | 9.3  |
| 1987-88  | Dallas   | 82   | 4   | 19.4 | .456 | .156 | .756 | 3.4 | 1.9 | .5  | .4  | 8.5  |
| 1988-89  | Dallas   | 37   | 1   | 22.8 | .426 | .125 | .789 | 4.5 | 2.3 | .6  | .2  | 9.5  |
| 1988-89  | Indiana  | 32   | 12  | 31.4 | .514 | .263 | .772 | 7.2 | 2.9 | .9  | .3  | 14.8 |
| 1989-90  | Indiana  | 78   | 18  | 33.0 | .516 | .354 | .820 | 7.9 | 3.2 | .8  | .2  | 16.2 |
| 1990-91  | Indiana  | 82   | 3   | 32.1 | .520 | .375 | .818 | 8.0 | 3.7 | .7  | .3  | 16.1 |
| 1991-92  | Indiana  | 80   | 4   | 32.6 | .536 | .324 | .828 | 9.6 | 3.9 | .8  | .5  | 17.3 |
| 1992-93  | Indiana  | 82   | 60  | 37.8 | .476 | .154 | .804 | 9.5 | 6.0 | 1.0 | .3  | 19.1 |
| 1993-94  | Seattle  | 81   | 80  | 33.7 | .493 | .324 | .769 | 5.6 | 3.4 | .9  | .1  | 15.0 |
| 1994-95  | Seattle  | 82   | 82  | 35.2 | .523 | .514 | .839 | 6.2 | 3.8 | 1.1 | .4  | 19.2 |
| 1995-96  | Seattle  | 63   | 60  | 34.9 | .486 | .408 | .776 | 5.2 | 4.4 | .9  | .1  | 17.1 |
| 1996-97  | Seattle  | 61   | 60  | 35.9 | .492 | .354 | .801 | 6.5 | 4.4 | 1.0 | .3  | 16.8 |
| 1997-98  | Seattle  | 78   | 78  | 35.2 | .487 | .415 | .844 | 7.1 | 4.4 | .8  | .2  | 15.8 |
| 1998-99  | Seattle  | 50   | 39  | 35.3 | .472 | .395 | .823 | 7.4 | 3.7 | .8  | .5  | 15.0 |
| 1999-00  | Portland | 77   | 6   | 21.6 | .432 | .404 | .833 | 4.3 | 2.6 | .5  | .2  | 7.5  |
| 2000-01  | Portland | 26   | 0   | 15.3 | .411 | .375 | .852 | 3.0 | 1.7 | .3  | .1  | 4.0  |
| Total    | Total    | 1136 | 524 | 29.6 | .491 | .384 | .803 | 6.2 | 3.4 | .8  | .3  | 13.9 |
| All-Star | All-Star | 3    | 0   | 17.0 | .455 | .250 | .333 | 3.7 | 2.3 | .0  | .3  | 7.7  |

### Playoffs
| Año   | Equipo   | PJ  | PT | MPP  | %TC  | %3P  | %TL  | RPP  | APP | ROB | TPP | PPP  |
| ----- | -------- | --- | -- | ---- | ---- | ---- | ---- | ---- | --- | --- | --- | ---- |
| 1986  | Dallas   | 10  | 0  | 12.0 | .464 | .000 | .647 | 2.3  | 1.4 | .2  | .1  | 3.7  |
| 1987  | Dallas   | 4   | 0  | 24.3 | .371 | .000 | .455 | 3.0  | 1.5 | .8  | .5  | 7.8  |
| 1988  | Dallas   | 15  | 0  | 18.3 | .465 | .333 | .706 | 3.7  | 1.6 | .5  | .5  | 7.8  |
| 1990  | Indiana  | 3   | 3  | 41.7 | .489 | .000 | .938 | 7.3  | 1.7 | .7  | .3  | 20.3 |
| 1991  | Indiana  | 5   | 0  | 35.8 | .474 | .000 | .833 | 7.2  | 2.2 | .4  | .0  | 15.8 |
| 1992  | Indiana  | 3   | 0  | 40.0 | .383 | .500 | .893 | 13.0 | 2.3 | .7  | .3  | 21.0 |
| 1993  | Indiana  | 4   | 4  | 41.3 | .463 | .000 | .778 | 5.8  | 7.3 | .3  | .5  | 19.5 |
| 1994  | Seattle  | 5   | 5  | 34.8 | .520 | .333 | .867 | 5.4  | 2.0 | .2  | .6  | 18.6 |
| 1995  | Seattle  | 4   | 4  | 38.3 | .404 | .556 | .792 | 4.8  | 3.0 | .8  | .5  | 18.8 |
| 1996  | Seattle  | 21  | 21 | 37.6 | .475 | .368 | .750 | 5.0  | 3.2 | .7  | .2  | 16.0 |
| 1997  | Seattle  | 12  | 12 | 38.3 | .472 | .552 | .815 | 5.8  | 3.4 | 1.1 | .1  | 16.9 |
| 1998  | Seattle  | 10  | 10 | 37.5 | .512 | .143 | .816 | 7.7  | 3.9 | .7  | .1  | 16.1 |
| 2000  | Portland | 15  | 0  | 18.4 | .393 | .167 | .830 | 3.5  | 2.0 | .3  | .0  | 5.6  |
| 2001  | Portland | 3   | 0  | 10.7 | .667 | .667 | .667 | 1.7  | .3  | .0  | .0  | 4.7  |
| Total | Total    | 106 | 51 | 29.3 | .465 | .373 | .789 | 5.0  | 2.6 | .5  | .2  | 12.6 |